# Bedellia
Bedellia is een geslacht van vlinders en het enige geslacht in de familie van de venstermineermotten (Bedelliidae). Het geslacht telt circa 18 soorten.

## Soorten
- Bedellia annuligera Meyrick, 1928
- Bedellia autoconis Meyrick, 1930
- Bedellia boehmeriella Swezey, 1912
- Bedellia cathareuta Meyrick, 1911
- Bedellia ehikella (Szöcs, 1967)
- Bedellia enthrypta Meyrick, 1928
- Bedellia ipomoella Inoue et al., 1982
- Bedellia luridella (Müller-Rutz, 1922)
- Bedellia minor Busck, 1900
- Bedellia ophismeniella Swezey, 1912
- Bedellia orchilella Walsingham, 1907
- Bedellia psamminella Meyrick, 1889
- Bedellia silvicolella Klimesch, 1968
- Bedellia somnulentella (Zeller, 1847) Potloodmot
- Bedellia spectrodes Meyrick, 1931
- Bedellia struthionella Walsingham, 1907
- Bedellia terenodes Meyrick, 1915
- Bedellia yasumatsui Kuroko, 1972